# Acerentomon imadatei
Acerentomon imadatei är en urinsektsart som beskrevs av Josef Nosek 1967. Acerentomon imadatei ingår i släktet Acerentomon och familjen lönntrevfotingar. Inga underarter finns listade i Catalogue of Life.